# L'Argilaga (Castellví de la Marca)
L'Argilaga és una muntanya de 464 metres que es troba entre els municipis de Castellví de la Marca i de Sant Martí Sarroca, a la comarca de l'Alt Penedès.